# Jonathan Page

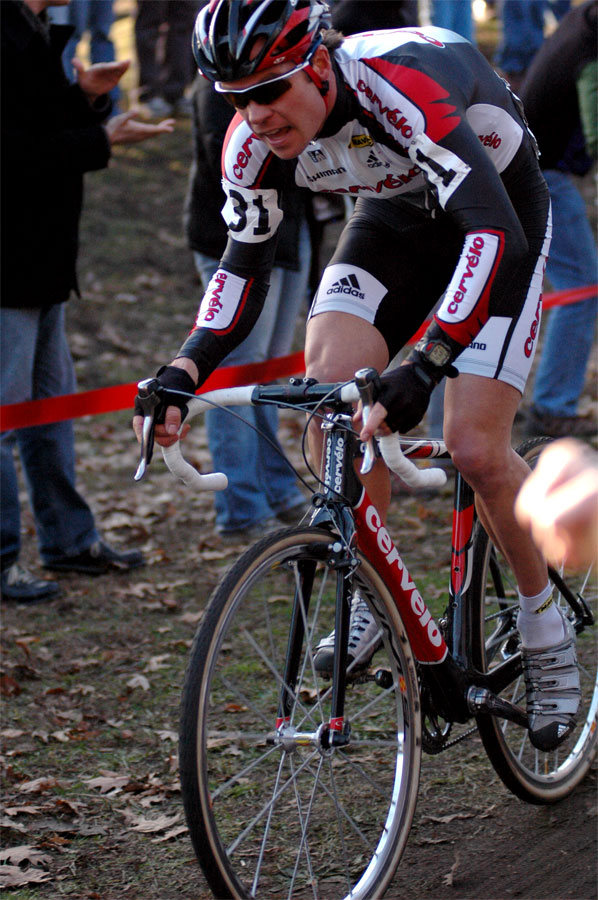
Jonathan Page (2006)

Jonathan Page (* 16. September 1976 in Tilton, New Hampshire) ist ein US-amerikanischer Radrennfahrer.
Jonathan Page ist der zurzeit erfolgreichste Cross-Fahrer der Vereinigten Staaten. Er wurde 2002 zum ersten Mal Landesmeister im Cyclocross (frühere Bezeichnung Querfeldeinrennen) und verteidigte seinen Titel zweimal. 2005 und 2006 gelang es ihm nicht, den Titel zu erringen, obwohl er der größte Favorit auf den Sieg war. Dafür schnitt er in diesen Jahren bei den Weltmeisterschaften gut ab. 2005 wurde er in St. Wendel 14., ein Jahr später in Zeddam belegte er den zehnten Platz und 2007 in Hooglede-Gits den zweiten Platz.

## Erfolge – Cyclocross
2002/2003
- US-amerikanischer Meister

2003/2004
- US-amerikanischer Meister

2004/2005
- US-amerikanischer Meister

2007/2008
- Kinetic Systems – Tailwind Cyclo-Cross 1, Springfield
- Kinetic Systems – Tailwind Cyclo-Cross 2, Springfield

2008/2009
- KTR Michigan Double Cross 1, Springfield Township
- KTR Michigan Double Cross 2, Springfield Township
- Mad Cross I, Sun Prairie
- Mad Cross II, Sun Prairie

2009/2010
- Rad Racing Grand Prix, Lakewood
- Grand Prix of Gloucester 1, Gloucester

2012/2013
- US-amerikanischer Meister

2013/2014
- Charm City Cross 1, Baltimore

## Teams
- 2003 Prime Alliance Cycling Team
- 2004 Hoop CCC-Polsat
- 2005 Colavita-Sutter Home
- 2006 Colavita Olive Oil-Sutter Home Wines
- 2007 Sunweb-Projob
- 2008 Sunweb-Projob
- 2009 Planet Bike
- 2010 Planet Bike
- 2011 Planet Bike

- 2013 ENGVT
- 2014 Planet Bike/ENGVT